# Гайлит, Аугуст
А́угуст Га́йлит (эст. August Gailit; 9 января 1891, близ Сангасте, Лифляндская губерния, Российская империя — 5 ноября 1960, под Эребру, Швеция) — эстонский и латвийский журналист и писатель. 

## Биография

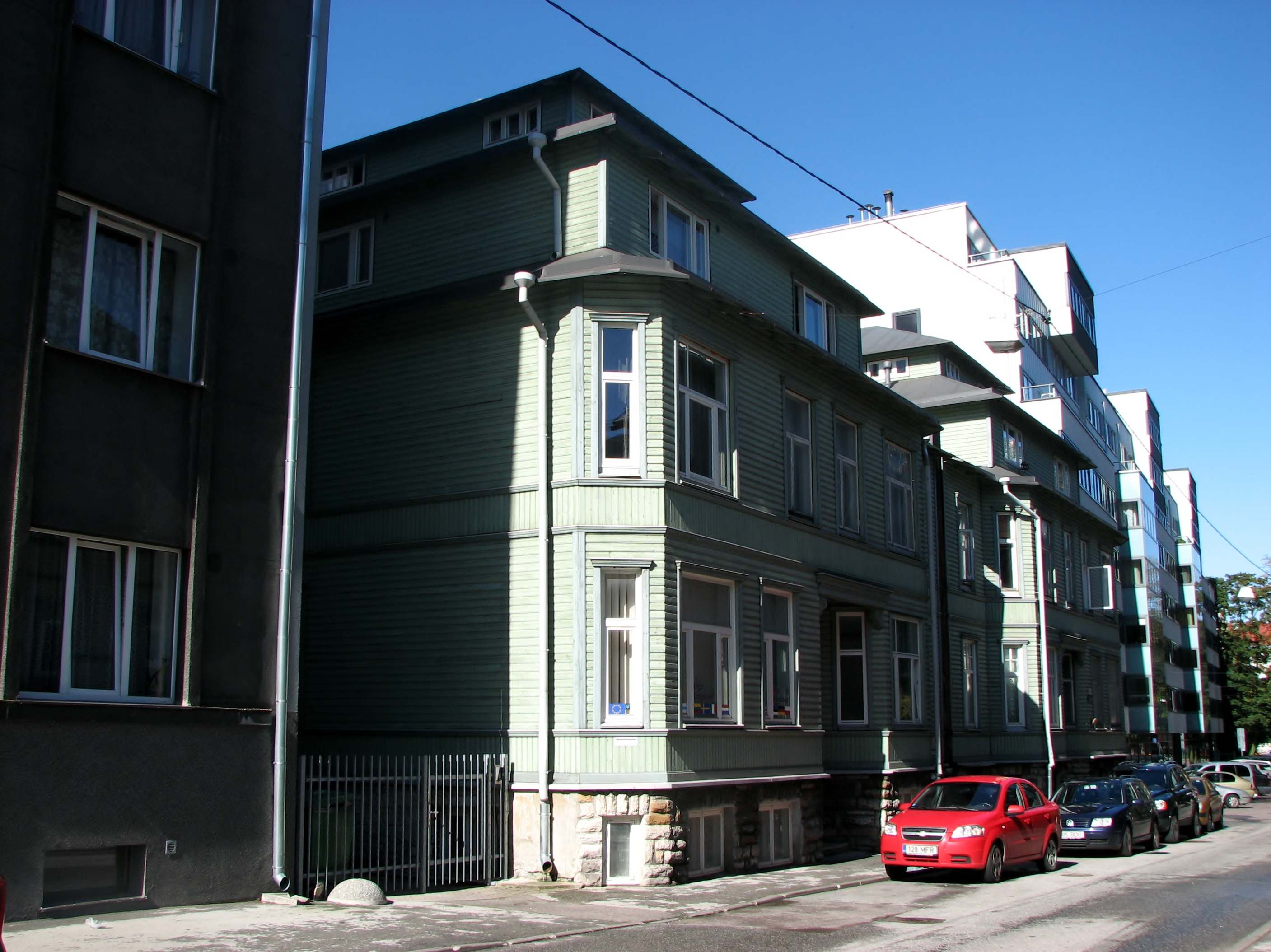
Построенный в 1912 году дом № 8 по улице Каупмехе (Таллинн), в котором Август Гайлит жил в 1934-1944 гг.

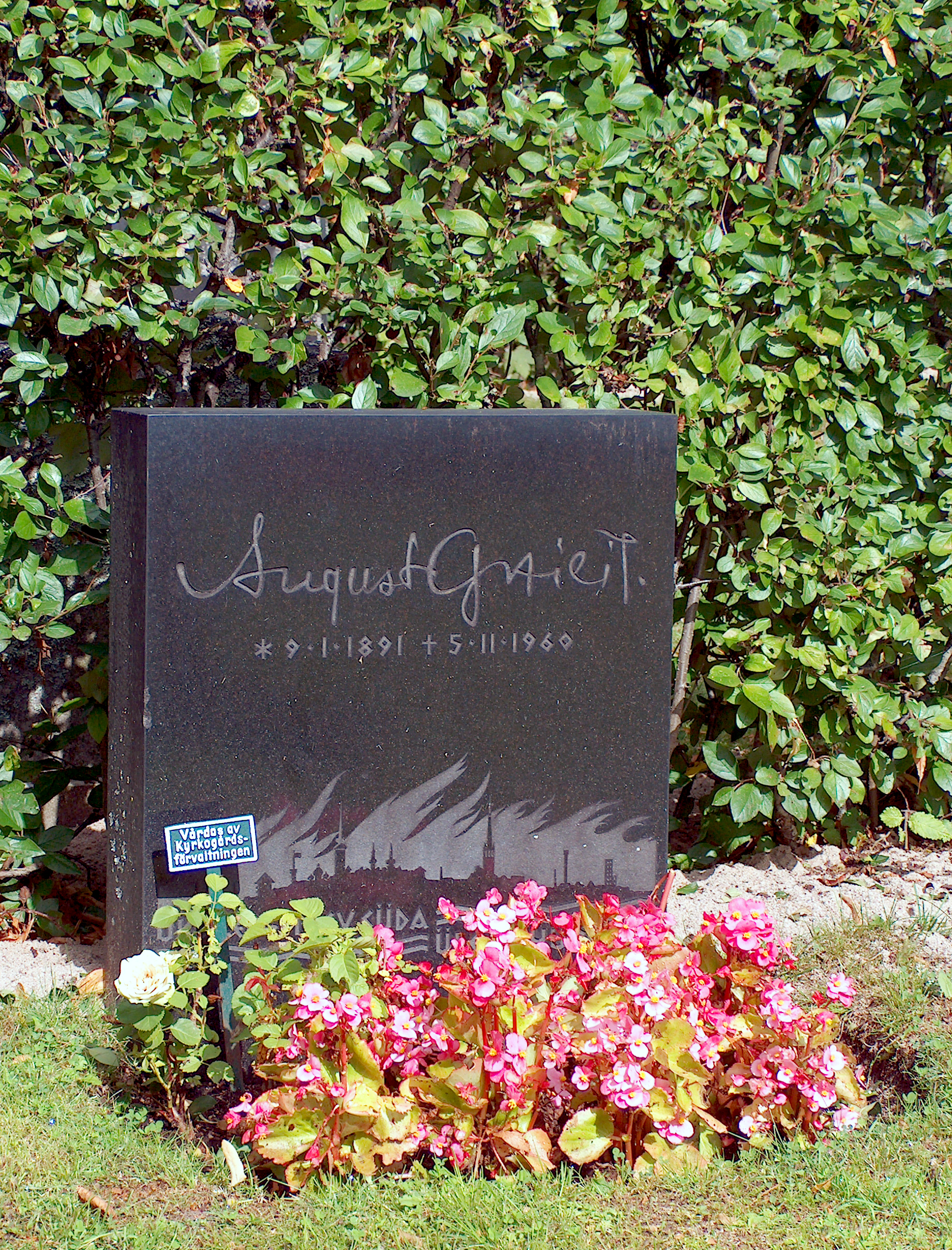
Могила Аугуста Гайлита в Эребру.

Родился 9 января 1891 года в местечке Куиксилла, недалеко от мызы Загниц, в семье плотника и вырос на мызе Фельк (нем. Fölk, Лаатре, эст. Laatre mõis). 
С 1899 года учился в церковно-приходской и городской школе в Валга, на протяжении 1905—1907 годов в городской школе Юрьева.
В течение 1911—1914 годов работал журналистом в Латвии, затем с 1916 по 1918 год в Эстонии. Участвовал в Эстонской войне за независимость в качестве военного корреспондента.
С 1920 года работал пресс-атташе эстонского посольства в Риге.
С 1922 по 1924 год жил в Германии, Франции и Италии. После этого он работал внештатным писателем в Тарту и в Таллине. 
С 1932 по 1934 год был директором театра «Ванемуйне» в Тарту. В 1932 году женился на актрисе Элви Вахер-Нандер (Elvi Vaher-Nander, 1898—1981), от которой в 1933 году родилась дочь Айли-Виктоория (Aili-Viktooria, умерла в 2022 году). 
С июля 1943 года Гайлит был мэром Таллинна.
В сентябре 1944 года эмигрировал с семьёй в Швецию, где написал роман «Пламенное сердце» («Leegitsev süda», 1945). 
Гайлиты поселились в усадьбе Орместа (Ormesta) близ Эребру. Там Аугуст Гайлит и умер 5 ноября 1960 года на 70-м году жизни. Его прах захоронен на Северном кладбище города Эребру. На надгробии, выполненном Э. Раудсеппом. написано «Одно пылающее сердце / Над беспокойной водой» (эст. Üks leegitsev süda / üle rahutu vee").
Вошёл в составленный в 1999 году по результатам письменного и онлайн-голосования список 100 великих деятелей Эстонии XX века.
В 2009 году в парке Сяде эстонского города Валга в память об Аугусте Гайлите установили скульптуру Нипернаади. Так звали одного из самых известных персонажей автора. Выбор места установки памятника объясняется тем, что Гайлит родом из уезда Валгамаа, центром которого является город Валга.
9 января 2025 года по желанию живущих в Швеции внуков писателя, урны с прахом Аугуста и Эльви Гайлитов перезахоронили на Лесном кладбище Таллинна. Могила писателя находится на участке для скончавшихся писателей Эстонии. Также в Таллинн пересли историческое надгробие.

## Литературная карьера
В 1917 году Аугуст Гайлит наряду с другими писателями и поэтами, основал литературную группу под названием «Сиуру», с которой их эротические стихи вызвали некий скандал. В ранней прозе Гайлита также содержится эротический контекст и сатира.
До середины 1920-х годов Гайлит был под сильным влиянием неоромантизма.  Освальд Шпенглер и Кнут Гамсун также оказали большое влияние на его труды. Его знаменитый роман «Тоомас Нипернаади» («Toomas Nipernaadi», 1928,  экранизирован в 1983 году) описывает романтическую и приключенческую жизнь бродяги.
Некоторые из его романов охвачены политическими вопросами, такие как роман «Земля отцов» («Isade maa», 1935), который затронул тему эстонской войны за независимость 1918—20. Роман Гайлита «Над беспокойной водой» («Üle rahutu vee», опубликован в 1951 году в Гётеборге, Швеция) касается трагедии прощания с исторической родиной.

## Сочинения

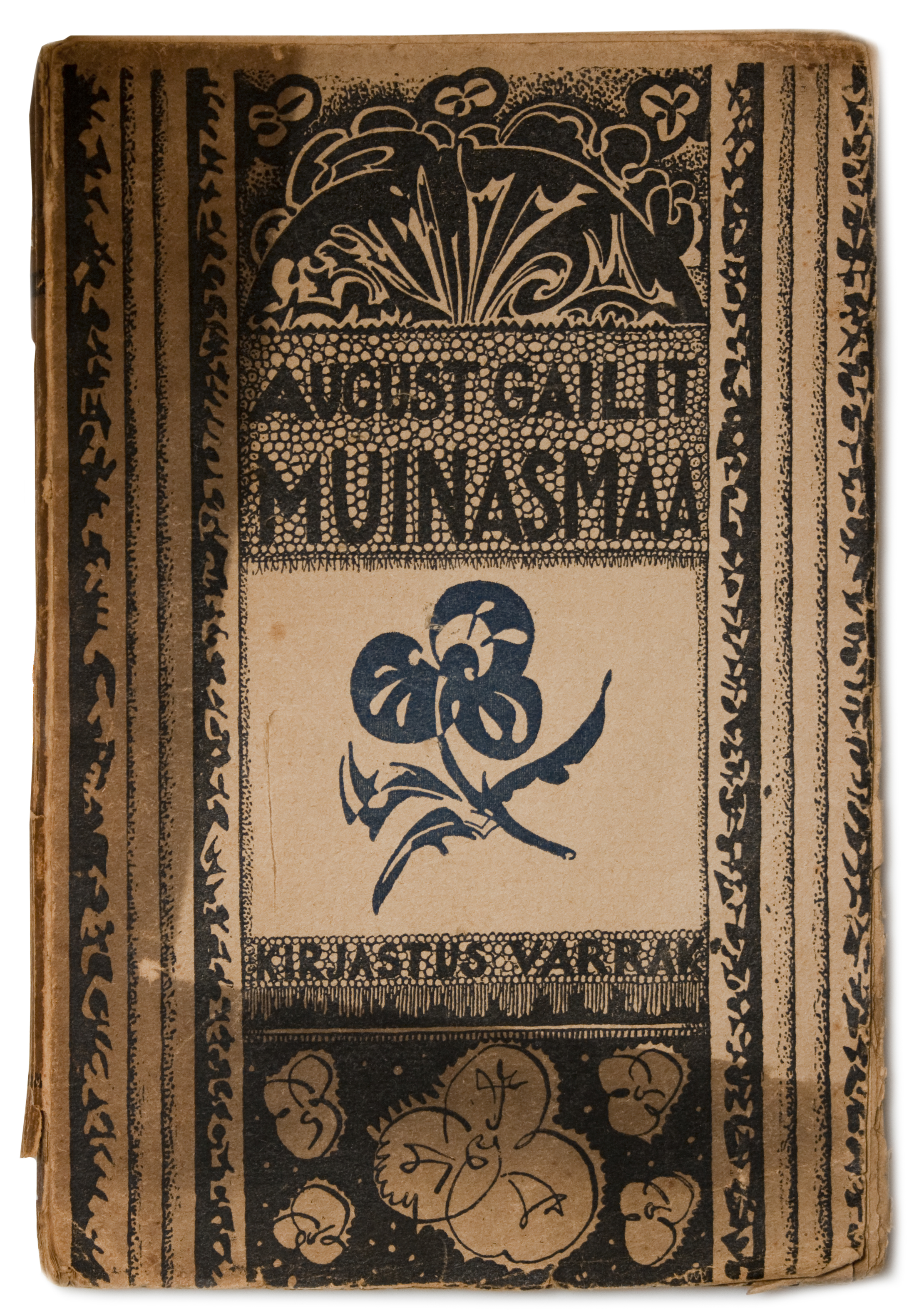
Корешок 2-го издания романа "Muinasmaa" (1920 г.).

- Kui päike läheb looja (рассказ, 1910)
- Saatana karussell (собрание романов, 1917)
- Muinasmaa (роман, 1918)
- Klounid ja faunid (роман в нескольких частях, 1919)
- Rändavad rüütlid (собрание романов, 1919)
- August Gailiti surm (собрание романов, 1919)
- Purpurne surm (роман, 1924)
- Idioot (собрание романов, 1924)
- Vastu hommikut (собрание романов, 1926)
- Aja grimassid (роман в нескольких частях, 1926)
- Ristisõitjad (собрание романов, 1927)
- Toomas Nipernaadi (роман, 1928)
- Isade maa (роман, 1935)
- Karge meri (роман, 1958)
- Ekke Moor (роман, 1941)
- Leegitsev süda (роман, 1945)
- Üle rahutu vee (роман, 1951)
- Kas mäletad, mu arm? (проза, 3 тома, 1951—1959)

## Экранизации
- Суровое море (1981) по роману "Karge meri".
- Искатель приключений (1983) по роману "Toomas Nipernaadi".

## Комментарии
1. ↑  Эстонские топонимы, оканчивающиеся на -а, не склоняются и не имеют женского рода (исключение — Нарва)